# Cauayan
Cauayan ist eine Gemeinde in der Provinz Negros Occidental auf der Insel Negros auf den Philippinen. Sie hat 102.165 Einwohner (Zensus 1. August 2015), die in 25 Barangays leben. Sie gehört zur 1. Einkommensklasse der Gemeinden auf den Philippinen und wird als partiell urbanisiert beschrieben.
Sie liegt ca. 120 km südlich von Bacolod City. Die Reisezeit beträgt ca. 4 Stunden mit dem Bus, mit dem Auto ca. zwei Stunden. Ab Kabankalan City besteht auch die Möglichkeit mit einem Jeepney zu reisen. Ihre Nachbargemeinden sind Ilog im Osten, Candoni und Sipalay City im Süden, im Westen grenzt die Gemeinde an die Sulusee und im Norden an den Golf von Panay. Die Topographie der Gemeinde wird im Westen als hügelig bis gebirgig beschrieben und fällt im Osten und Norden ab in eine weite Küstenebene.
Die beiden Inseln Danjugan Island und Bulata Island gehören zum Gemeindegebiet und sind für ihre weißen Strände bekannt. Sie sind ein Anziehungspunkt für Touristen. Das Hulao-Hulao-Riff liegt im Barangay Caliling. Es kann nach einer ca. 20-minütigen Bootsfahrt erreicht werden.

## Barangays
| - Abaca - Baclao - Poblacion - Basak - Bulata - Caliling - Camalanda-an - Camindangan - Elihan | - Guiljungan - Inayawan - Isio - Linaon - Lumbia - Mambugsay - Man-Uling - Masaling - Molobolo | - Sura - Talacdan - Tambad - Tiling - Tomina - Tuyom - Yao-yao |